# クラブ洗粉
クラブ洗粉（クラブあらいこ）は、日本のクラブコスメチックスが製造・発売する洗顔料である。

## 略歴・概要
1906年（明治39年）4月3日、中山太一率いる大阪の化粧品会社中山太陽堂（現クラブコスメチックス）が、卸売業から製造業に転身し、売り出した自社製造第1号商品である。。
当時、外国製石鹸が輸入されており、洗顔料としても使われていたが、同社が打ち出したのは、「石鹸」ではなく日本古来の「洗粉」であった。石鹸と違い肌荒れの心配がなく、大ヒットした。中山太陽堂は、この商品のヒットで、日本の化粧品業界では、「白粉の御園」（御園白粉、胡蝶園）、「歯磨のライオン」（「獅子印ライオン歯磨」、小林富次郎商店）、「クリームのレート」（平尾賛平商店、1954年倒産）とならぶ「明治の四大覇者」と呼ばれるようになった。
中山太陽堂では、新聞・雑誌といった当時の新しいメディア、自動車や飛行機など当時の新しい交通機関を利用し、斬新な広告を打った。
現在、同商品は、1回分3グラムずつ分包されて、販売されている。

## 関連事項
- 阪神間モダニズム

## 註
1. 1 2 3  #外部リンク内のクラブコスメチックス公式サイトリンク先の記事「資料室」の記述を参照。二重リンクは省く。